# Ummanz (Meklemburgia-Pomorze Przednie)
Ummanz – gmina w Niemczech na wyspie Ummanz, w kraju związkowym Meklemburgia-Pomorze Przednie, w powiecie Vorpommern-Rügen, wchodzi w skład urzędu West-Rügen.